# Gustavia pubescens
Espèce
Synonymes
- Japarandiba pubescens (Ruiz & Pav. ex O.Berg) Kuntze[1]

Statut de conservation UICN

 VU (needs updating) B1+2c : Vulnérable
Gustavia pubescens est une espèce de plantes à fleurs du genre Gustavia de la famille des Lecythidaceae. Elle est présente en Colombie et en Équateur.